# Scott Mayfield
Scott Mayfield, född 14 oktober 1992, är en amerikansk professionell ishockeyback som spelar för New York Islanders i National Hockey League (NHL). Han har tidigare spelat för Bridgeport Sound Tigers i American Hockey League (AHL), Denver Pioneers i National Collegiate Athletic Association (NCAA) och Youngstown Phantoms i United States Hockey League (USHL).
Mayfield draftades av New York Islanders i andra rundan i 2011 års draft som 34:e spelare totalt.

## Statistik
| 2009–2010   | Youngstown Phantoms     | USHL        | 59  | 10 | 12 | 22 | 145 | —  | — | — | — | — |
| 2010–2011   | Youngstown Phantoms     | USHL        | 52  | 7  | 9  | 16 | 159 | —  | — | — | — | — |
| 2011–2012   | Denver Pioneers         | NCAA        | 42  | 3  | 9  | 12 | 76  | —  | — | — | — | — |
| 2012–2013   | Denver Pioneers         | NCAA        | 39  | 4  | 13 | 17 | 112 | —  | — | — | — | — |
|             | Bridgeport Sound Tigers | AHL         | 6   | 0  | 0  | 0  | 2   | —  | — | — | — | — |
| 2013–2014   | New York Islanders      | NHL         | 5   | 0  | 0  | 0  | 2   | —  | — | — | — | — |
|             | Bridgeport Sound Tigers | AHL         | 71  | 3  | 15 | 18 | 129 | —  | — | — | — | — |
| 2014–2015   | New York Islanders      | NHL         | —   | —  | —  | —  | —   | 2  | 0 | 0 | 0 | 0 |
|             | Bridgeport Sound Tigers | AHL         | 69  | 1  | 13 | 14 | 173 | —  | — | — | — | — |
| 2015–2016   | New York Islanders      | NHL         | 6   | 1  | 0  | 1  | 11  | —  | — | — | — | — |
|             | Bridgeport Sound Tigers | AHL         | 54  | 5  | 7  | 12 | 80  | 3  | 0 | 0 | 0 | 6 |
| 2016–2017   | New York Islanders      | NHL         | 25  | 2  | 7  | 9  | 35  | —  | — | — | — | — |
|             | Bridgeport Sound Tigers | AHL         | 23  | 3  | 3  | 6  | 27  | —  | — | — | — | — |
| 2017–2018   | New York Islanders      | NHL         | 47  | 2  | 10 | 12 | 45  | —  | — | — | — | — |
| 2018–2019   | New York Islanders      | NHL         | 79  | 4  | 15 | 19 | 68  | 8  | 0 | 2 | 2 | 8 |
| NHL totalt  | NHL totalt              | NHL totalt  | 162 | 9  | 32 | 41 | 166 | 10 | 0 | 2 | 2 | 8 |
| AHL totalt  | AHL totalt              | AHL totalt  | 223 | 12 | 38 | 50 | 411 | 3  | 0 | 0 | 0 | 6 |
| NCAA totalt | NCAA totalt             | NCAA totalt | 81  | 7  | 22 | 29 | 188 | —  | — | — | — | — |
| USHL totalt | USHL totalt             | USHL totalt | 111 | 17 | 21 | 38 | 304 | —  | — | — | — | — |